# Save the Lies
Save the Lies, conosciuto anche come Save The Lies(Good To Me) è il secondo singolo estratto dall'album di debutto della cantante italo-australiana Gabriella Cilmi, Lessons to Be Learned. Il singolo è stato pubblicato il 18 agosto nella sola Europa, mentre in Australia il secondo singolo è stato Don't Wanna Go to Bed Now.
Della canzone è stato girato anche un video musicale, in onda su tutte le emittenti europee e che è stato premiato dal sito web del quotidiano britannico The Sun con l'onore della home page.

## Tracce
- CD, EP 2

1. "Save the Lies (Good to Me)" (Radio edit)
2. "Sweet About Me" (Live version)
3. "Cry Me a River"
4. "Fly Me to the Moon"

- EP 1

1. "Save the Lies (Good to Me)" (Radio edit)
2. "Save the Lies (Good to Me)" (Kinky Roland mix)
3. "Save the Lies (Good to Me)" (Mason vocal mix)
4. "Save the Lies (Good to Me)" (Mason Dub mix)
5. "Save the Lies (Good to Me)" (Out of Office club mix)
6. "Save the Lies (Good to Me)" (Out of Office dub mix)

## Classifiche
| Classifica (2008) | Posizione massima |
| ----------------- | ----------------- |
| Regno Unito       | 33                |